# Proyecto Barcode

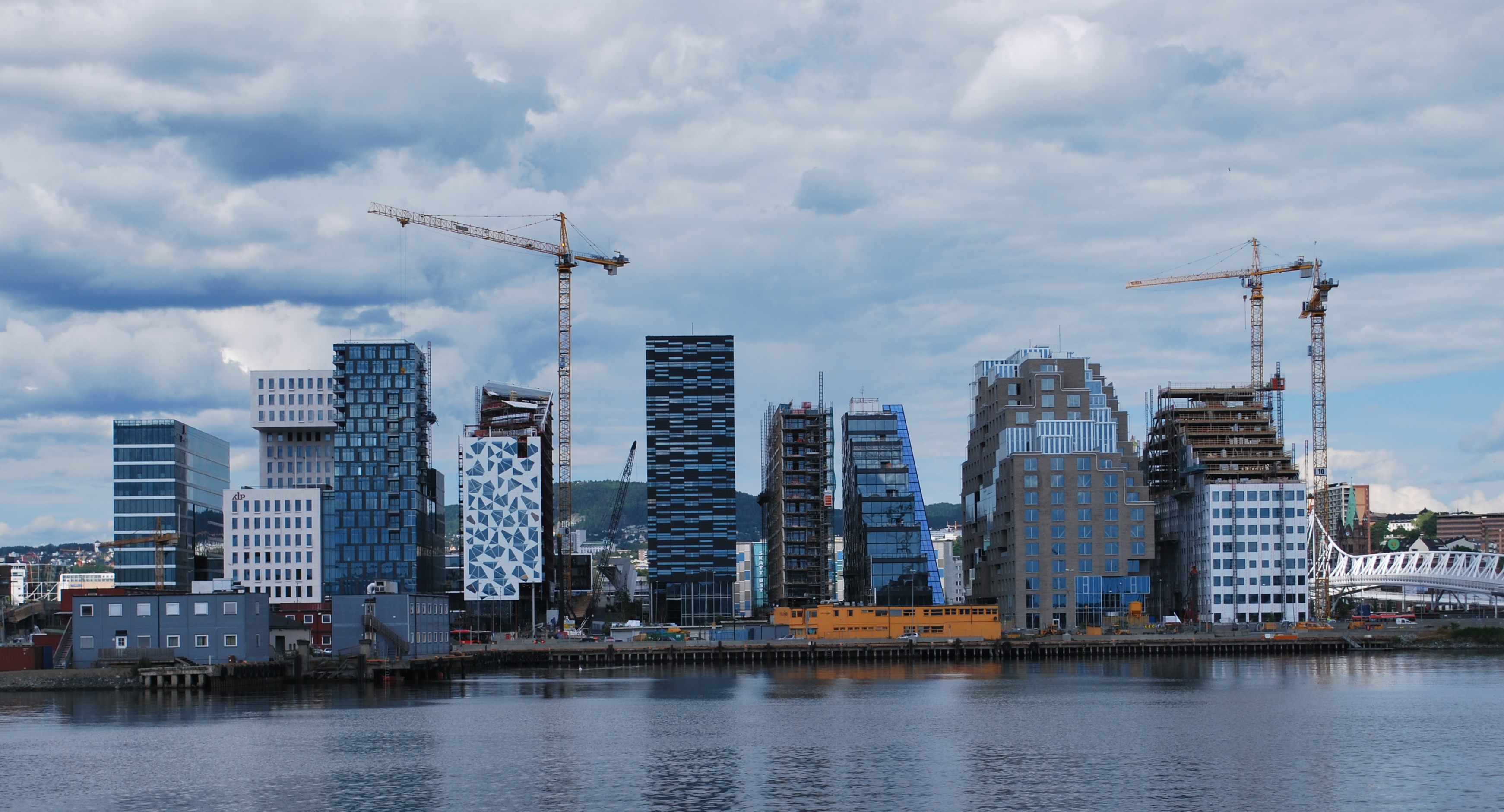
Edificios del Barcode vistos desde Sørenga, en junio de 2012.

El Barcode es un proyecto de remodelación de una parte del barrio Bjørvika en el fiordo de Oslo en el antiguo suelo industrial del muelle de Oslo. Se compone de una fila de nuevos edificios de gran altura, que fue terminada en 2016. El desarrollador está comercializando el proyecto como "el barrio de la Ópera". Se ha producido un intenso debate público sobre la altura y la forma de los edificios.

## Propiedad de la tierra y la responsabilidad del desarrollo
La empresa Oslo S Utvikling AS (abreviado OSU) es responsable de la elaboración del proyecto. OSU es una filial de Entra Eiendom AS (una empresa de organización y gestión propiedad del gobierno noruego) Eiendom, Linstow (de propiedad privada) y Eiendom ROM AS (propiedad de los Ferrocarriles del Estado de Noruega)
.

## Ubicación
Los edificios de Barcode se encuentran entre la calle de la Reina Eufemia y la puerta de la Reina Eufemia, que es la principal calle en el barrio de Bjørvika ya que cruza el barrio en las direcciones este-oeste, la zona es una extensión de lo que actualmente es Bispegata y Trelastgata (una nueva calle que durante la planificación del proyecto también se llamaba Sporgata), El proyecto se desarrollará junto a las vías del tren de la estación central de Oslo en el extremo norte de la urbanización y por el sur una hilera de edificios de apartamentos y oficinas estarán entre la puerta Reina Eufemia y el fiordo de Oslo, donde la nueva Ópera de Oslo ya ha sido construida.

## Planificación y descripción
Los edificios se construirán en el Proyecto B10 B13 a través del plan general para el barrio Bjørvika que fue adoptado por el Consejo de la ciudad de Oslo en 2003 al este de la desembocadura del río Akerselva. El plan general se basó en un concurso internacional para planificar el nuevo barrio Bjørvika, que fue ganado por Dark Architects (de Oslo), a-lab, y MVRDV (de Róterdam).
En el plan general se especifican cinco edificios de gran altura, el más alto en la zona de B11, cercano a la estación de Oslo, una nueva plaza pública y el puente que da acceso a la Estación Central), elevándose a 100 metros sobre el nivel del mar y que consta aproximadamente de 24 plantas. Las otras torres se especificaron para ser de menor altura: en la zona B13 70 metros, en B10 78 metros, y en B12 81 metros. Los edificios fueron descritos como un sistema geométrico de volúmenes basado en tiras penetrantes de espacio vacío. El plan definitivo de construcción para los edificios del proyecto Barcode fue aprobado por la ciudad en marzo de 2008 con algunos cambios de la propuesta de 2006.
El Barcode se ha planeado como una serie de edificios diferentes, con puntos de vista entre ellos. Los espacios no construidos entre los edificios han de ser al menos 12 metros de ancho. Varios de los edificios tendrá menos pisos frente a la vía férrea. Los edificios han de ser largos y estrechos (por ejemplo, el edificio DnB es de 21 metros de ancho y 105 de longitud). El propósito declarado de la elección de estas formas de construcción es evitar que los nuevos edificios se conviertan en un enorme muro entre el fiordo y los edificios antiguos que se localizan detrás del Barcade y por tanto, no queden tapados por estos y que el Barcade tenga como uno de sus principios contribuir a la apertura, la penetración de la luz y la transparencia en el skyine del área. Los edificios contarán con un sótano común, introducido desde la calle Trelastgata.

## Edificios
- PriceWaterhouseCoopers Building (Arquitectos: a-lab) 
- Kommunal Landspensjonskasse Building (Arquitectos: Solheim & Jacobsen)
- Deloitte Building (Arquitectos: Snøhetta)
- Visma Building (Arquitectos: Dark Architects)
- DnB NOR Building (Arquitectos: a-lab)
Los edificios del Barcode incluyen 145.000 metros cuadrados en Bjørvika que aproximadamente tiene 410.000 en todo su conjunto, proporcionando 10.000 puestos de trabajo. En mayo de 2010, el número de apartamentos en el Barcode no está claro, pero posiblemente ronde alrededor de 450. Aproximadamente el 20% del espacio estará compuesto por cerca de 380 apartamentos, proyectados para albergar a unas 2.000 personas. Los primeros apartamentos en el edificio Kommunal Landspensjonskasse Building estaban ocupados en mayo de 2010. Hay también 12.000 metros cuadrados reservados para la construcción de un centro comercial en el que está previsto que se incluyan numerosas boutiques, comercios de comida rápida y galerías de arte.

## Debate público
Algunos están entusiasmados con la bonita arquitectura de los nuevos apartamentos y la oportunidad sin igual para remodelar el paisaje urbano y aliviar la presión en una ciudad que crece rápidamente sin disminuir el espacio verde existente, sin embargo, no escapa de la crítica que ha generalizado la altura y diseños de los edificios del Barcode, tanto de arquitectos y de los ciudadanos de Oslo. El Barcode ha sido descrito por muchos como una barrera entre el fiordo y el resto de la ciudad que va a destruir carácter de Oslo como un proceso abierto, de baja altura de la ciudad con un montón de espacio verde y una sombra permanente en los barrios adyacentes en beneficio de una zona rica entre otros. La arquitectura ha sido descrita como caótica, como parte de una tendencia de los llamados "edificios de mensajes", que dentro de unos años será visto como haber desfigurado la ciudad.
El proyecto es uno de los más protestado en la historia de Oslo. Una campaña de petición en oposición a la construcción de los rascacielos recibieron más de 30.000 firmas en 2007, y de acuerdo con una encuesta realizada por Aftenposten en diciembre del año 2010, el 71% de la población de Oslo se opusieron al proyecto. Aunque el proyecto también tiene partidarios que organizaron un debate para proponer soluciones y proponer alternativas.

## Descubrimiento arqueológico
Durante los trabajos en el proyecto del Barcode, los restos de al menos nueve barcos destrozados quedaron al descubierto, hasta 18 metros de largo y de forma provisional fechados en la primera mitad del siglo XVI. Esta es la mayor colección de naufragios históricos que se encuentran en Noruega. La zona del Barcode, como el resto del barrio de Bjørvika, estuvo bajo el agua hasta la mitad del siglo XIX, aproximadamente 1.100 piezas de arcilla, porcelana china, y otros artefactos también fueron encontrados. El Museo Marítimo de Noruega. cuenta hoy día con una selección de exposiciones de estos hallazgos